# 1956년 포즈난 시위
포즈난의 6월(폴란드어: Poznański Czerwiec)이라고도 알려진 1956년 포즈난 시위는 폴란드 인민공화국에서 일어날 대규모 반국가 시위의 신호탄이자 첫 번째 시위였다. 포즈난 시위는 노동자들이 더 나은 조건을 요구하여 1956년 6월 28일에 포즈난 이오시프 스탈린 포즈난 금속공업의 한 공장에서 시작되었으나, 폴란드 정부의 폭력적인 탄압에 직면했다.
시위 당일 약 10만 여 명의 군중들이 폴란드 공안부 건물 근처 도심에서 모였다. 폴란드-소련 연합군의 스타니슬라프 포플랍스키가 지휘하는 폴란드 인민군과 내부경비대의 약 400대의 탱크와 10,000명의 군인이 시위를 진압하라는 명령을 받았고, 시위대에 발포를 했다.
시위 진압으로 인한 사망자 수는 13살 소년인 로메크 스트샤우코프스키를 포함하여 57명에서 100명이 넘을 것으로 추산되며, 수백 명의 사람이 부상당했다. 이 시위는 이후 '폴란드의 10월'이 일어나고, 소련이 덜 간섭하는 폴란드 정부를 수립하는 데에 중요한 이정표 역할을 했다.

## 배경
이오시프 스탈린의 사망 이후, 소비에트 연방에서의 탈스탈린화는 동구권 국가들에게 상당한 논쟁을 불러일으켰다. 니키타 흐루쇼프의 《인격 숭배와 그 결과》(흔히 《비밀 연설》로 불린다) 연설은 소련과 다른 공산주의 국가들에게 광범위한 영향을 미쳤다. 폴란드에서는 개인 숭배에 대한 비판과 더불어, 소련의 모델을 무조건 따라가기보다는 더 독립적으로 지역적, 국가적 과정을 따라 사회주의로 나아갈 권리를 주장하는 토론이 벌어지기도 했다. 이러한 주장은 대숙청 기간 동안 폴란드 통일노동자당의 고참 당원들을 스탈린이 처형한 것을 다루는 토론에서 많은 당원들에게 공유되었다. 1956년 3월 12일 폴란드의 강경파 공산당 지도자 볼레스와프 비에루트의 사망은 《비밀 연설》의 내용에 대한 충격으로 인한 변화의 움직임에 더욱 힘을 실어주었다.
이후 폴란드의 반공 정서가 강해지고 야당 지도자들과 문화계 인사들이 바르샤바에 '클루프 크시베고 코와'(폴란드어: Klub Krzywego Koła)를 만들기도 했다. 클루프 크시베고 코와는 폴란드 독립에 대한 토론을 촉진시키고, 국가의 계획 하의 경제의 효율성에 의문을 제기하면서 정부의 폴란드 서부군과 폴란드 국내군의 퇴역 군인들의 박해를 비판했다. 지식인들은 토론과 출판물에 불만을 표시했지만, 노동자들은 거리로 나와 시위를 벌였다. 그럼에도 폴란드의 생활 조건은 정부의 선전과 달리 개선되지 않았으며 노동자들은 점점 당의 관료들보다 힘이 없음을 깨닫게 되었다..
포즈난은 폴란드 인민공화국 내에서 가장 큰 도시 중 하나이자 산업 중심지 중 하나였다. 특히 포즈난에서는 1955년 가을부터 긴장이 고조되고 있었다. 포즈난에서 가장 큰 공장인 이오시프 스탈린의 금속 공업의 노동자들은 자신에게 영향을 미친 우다르니크에게만 높은 세금을 책정하는 것에 대해 불만을 갖고 있었는데, 현지 이사들은 고위 관리들의 세세한 간섭으로 인해 큰 결정을 할 수 없었다. 노동자들은 폴란드 기계공업부와 폴란드 통일노동당 중앙위원회에 몇 달에 걸쳐 탄원서, 서신, 심지어는 대표단까지 보냈지만 아무 소용이 없었다.
6월 23일 약 27명의 노동자 대표단이 바르샤바로 보내졌다. 6월 26일 밤에 대표단은 그들의 요구가 정부에게 긍정적으로 고려되었다는 확신을 갖고 포즈난으로 돌아왔다. 그러나 다음 날 아침, 기계공업부 장관은 노동자들을 만나 일부 약속들을 철회했다.

## 파업
1956년 6월 28일 오전 6시에 이오시프 스탈린 포즈난 금속공업의 복합공장에서 자발적인 파업이 시작되었다. 이 시위는 정부가 갑자기 노동 할당량을 인상하여 6월 추가 급여를 받지 못한 대부분의 노동자들이 급여 보상과 자유의 양보를 요구하며 거리로 나와 도심을 향해 행진하면서 시작되었다. 시위에 참여한 노동자들의 수는 복합공장 전체 노동자의 80%에 달했으며, 이후에 다른 공장의 노동자들과 학생들까지 행렬에 합류했다.
오전 9시부터 11시까지 약 10만 명이 포즈난 제국궁 앞 '아담 미츠키에비치 광장'에 모였고, 이후 시와 당 당국과 경찰이 소유한 건물들로 둘러싸이게 되었다. 시위대는 식품 가격 인하, 임금 인상, 노동자의 조건을 파악하지 않은 최근 법 개정의 철회를 요구하면서 폴란드의 총리 유제프 치란키에비치의 방문을 요청했다. 그러나 지방 정부는 노동자들의 문제를 해결할 권한이 없다고 발표하였고, 일부 경찰관들도 군중 속에 합류했다.
오전 10시 이후, 협상을 하러 간 대표단원들이 체포되었다는 소문이 퍼지면서 상황은 급속히 악화되었다. 정규 경찰(밀리차 오비바텔스카, Milicja Obywatelska)은 군중들을 제어할 수 없었고 군중들이 대표단이 체포된 것으로 알려진 므린스카 거리(Młyńska)의 감옥을 습격하면서 상황은 폭력적인 봉기로 변했다. 수백 명의 수감자들이 10시 50분 즈음 풀려났으며, 11시 30분, 교도소의 무기고가 압수되어 시위자들에게 무기가 지급되었다.

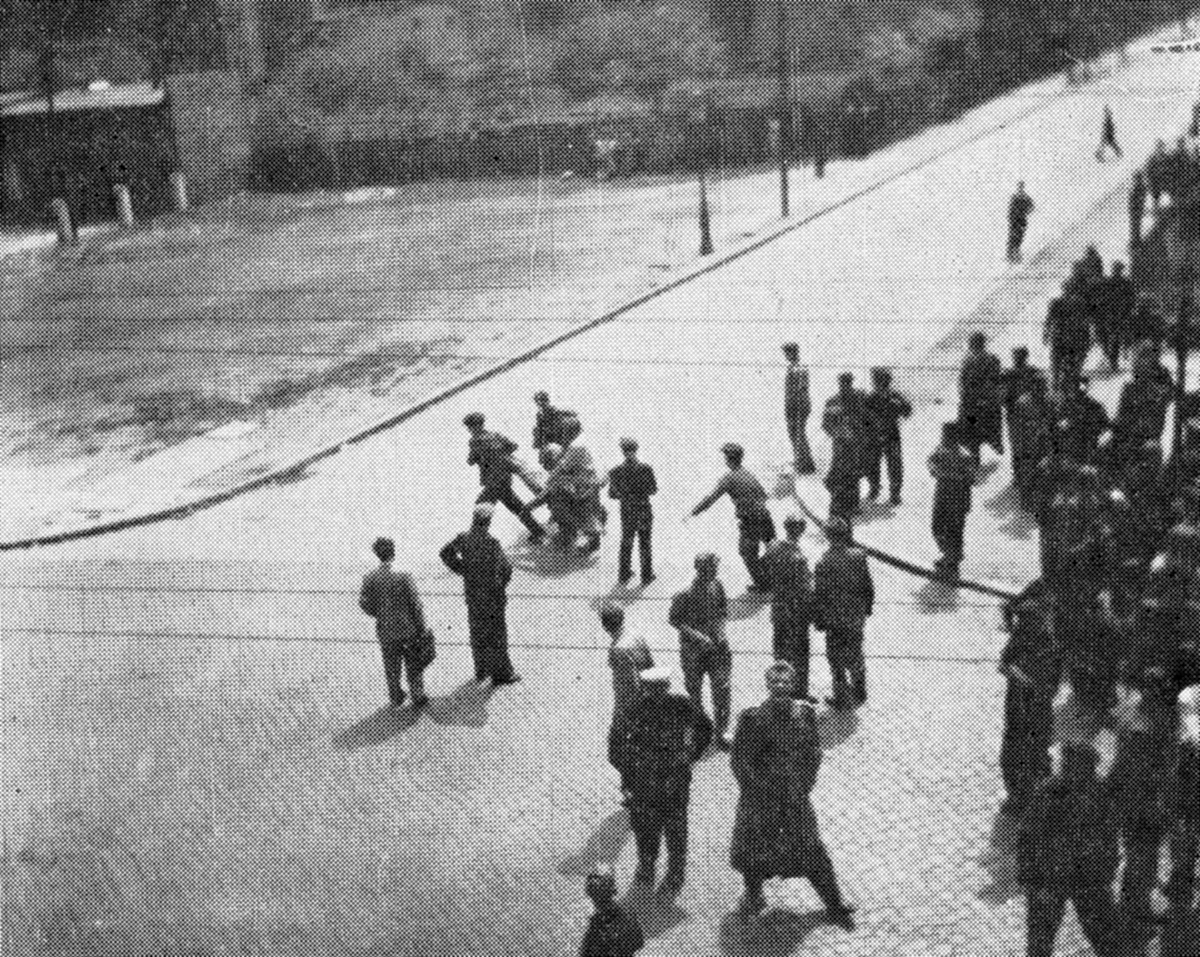
얀 코하노프스키 거리에서 희생자 한 명을 이송 중이다.

군중들은 공산당 지역 본부를 샅샅이 뒤진 다음 오전 11시 코하노프스키 거리의 폴란드 공안부 사무실을 공격했지만, 정부군의 총이 군중들을 향해 발사되자 금세 격퇴되었다. 그때부터 오후 6시까지 시위대들은 지방 법원과 검찰청, 무선 방해 사무소, 유니코보, 빌다, 스바젱츠, 푸슈치코보와 모시나의 경찰서, 포즈난과 그 주변의 많은 정부 건물과 기관을 점거하고 포위했다. 또한 군중들에 의해 므로비노의 수용소와 포즈난 공과 대학의 군사 학교가 점령되어 무기가 압수되었으며, 지역 경찰서, 검찰, 법원의 문서가 모두 불태워졌다.
오전 11시경에 포즈난에 수비대가 기갑 및 기계화 장교 학교에서 지정된 건물들을 보호하기 위해 탱크 16대와 장갑차 2대 등 기타 차량화 장비 30대가 보내졌지만 시위대와 교전하지 않고, 되려 보내진 일부의 병사들은 시위대와 우호적인 대화를 나누기도 했다. 일부 보고서들에 따르면 2대의 탱크가 탈취되고 일부 군대가 해산되었다고 쓰여 있다. 콘스탄틴 로코솝스키와 폴란드 국방 장관은 시위를 진압하기로 결정하였고, 이 결정 이후 상황은 급격하게 바뀌었다.

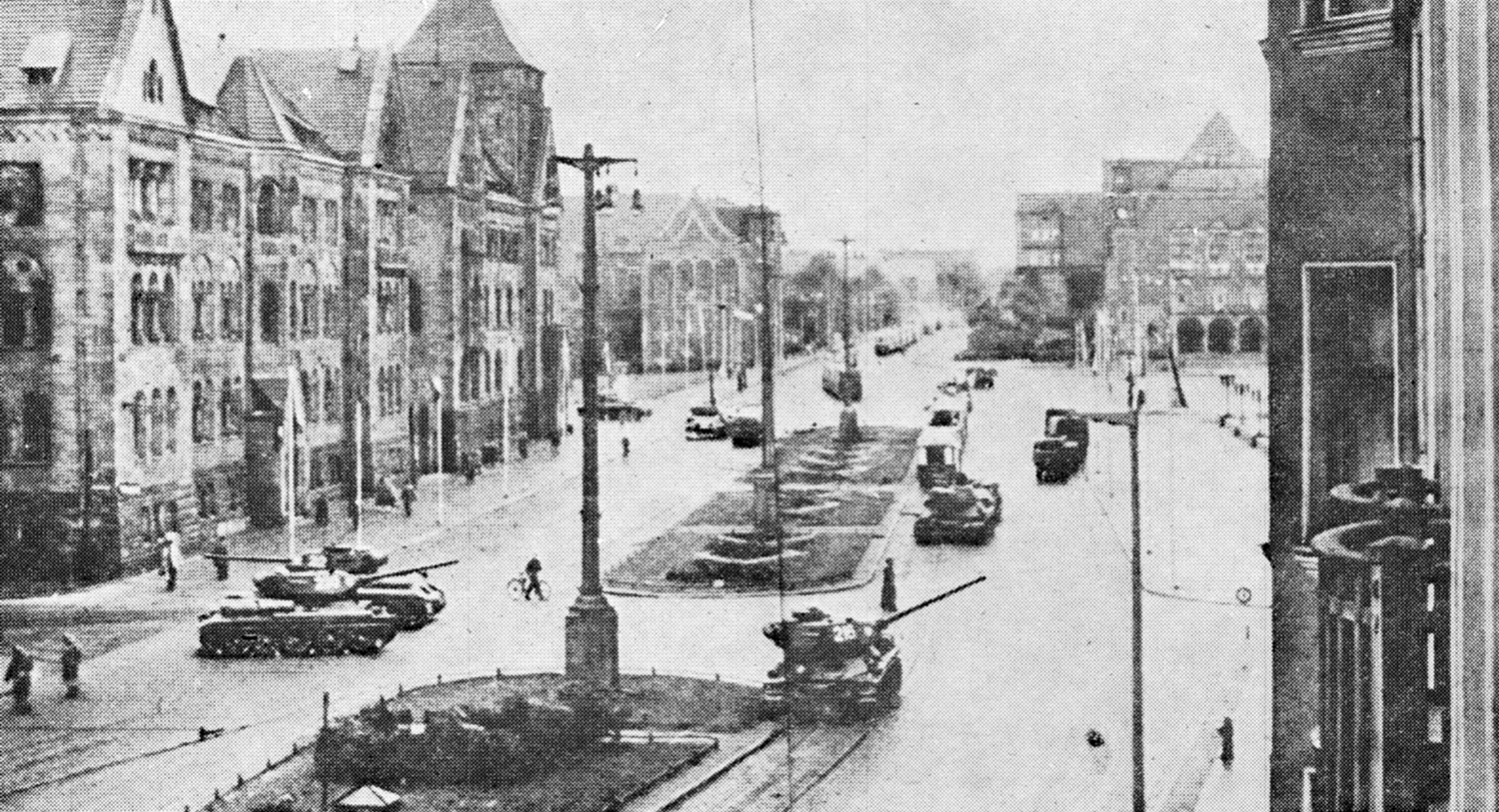
텅 빈 이오시프 스탈린 광장의 탱크의 모습.

로코솝스키는 그의 부관인 스타니슬라프 포플랍스키와 소련의 하급 장교들을 파견하여 러시아식의 방법으로 1953년 동독 봉기와 유사한 봉기가 일어나지 않도록 가능한 빨리 진압하도록 명령했다. 장교들은 오후 2시가 되어 도착하였고, 와비차 공항에서 지휘했다. 포플랍스키는 현지 포즈난 수비대 정규병을 사용하지 않고 셀레시아 군사 지구에서 군사들을 더 데려오고 포즈난 북쪽의 비에드루스코에서 특수 부대를 소집했다. 그곳에서 소집된 군인들은 시위 기간 동안 진행 중이던 포즈난 국제 박람회에서 폴란드의 이미지를 어둡게 하려고 시도한 독일인의 도발이며 이를 진압하는 것으로 전해들었다.
오후 4시부터 다음날 오전 5시까지, 포플랍스키가 지휘하는 폴란드의 제10기갑사단, 제19기갑사단, 제4보병사단과 제5보병사단의 병력 총 10,300명이 포즈난에 진입하였고, 탱크, 장갑차, 야포 등의 무기와 보병들을 가득 실은 트럭이 2시간 동안 도시를 포위했다. 오후 9시부터 많은 시위자들이 체포되기 시작했다. 체포자들은 와비차 공항에서 혹독한 심문을 받았고, 시위가 끝난 뒤로도 8월 8일까지 746명이 체포되었다. 시위는 6월 30일까지 지속되었고, 군대는 시위대와 더 폭력적인 총격전을 벌인 뒤 마침내 도시의 상황을 진정시켰다. 6월 29일 오전 7시 30분 총리가 포즈난에 도착하였고, 라디오 방송을 통해 "인민 정부에 대항하여 손을 드는 도발자나 미치광이는 손을 잘릴 것"이라고 선언했다.
시위 진압으로 인한 사상자 추산된 수치는 자료마다 차이가 크다. 국립추모연구소(IPN)의 역사가 우카시 야스트숑프는 사망자 57명, 부상자 약 600여 명(정부군 포함) 정도로 추정하고 있다. 그리고 다른 IPN의 역사가 스타니스와프 얀코비아크는 시위로 인한 사망자를 100명이 약간 넘게 추산하고 있으나, 이러한 수치는 잘 받아들여지지 않는다. '70명 이상의 사망자' 등의 광범위한 범위의 추정치는 언론 보도에서 찾아볼 수 있다.

## 여파

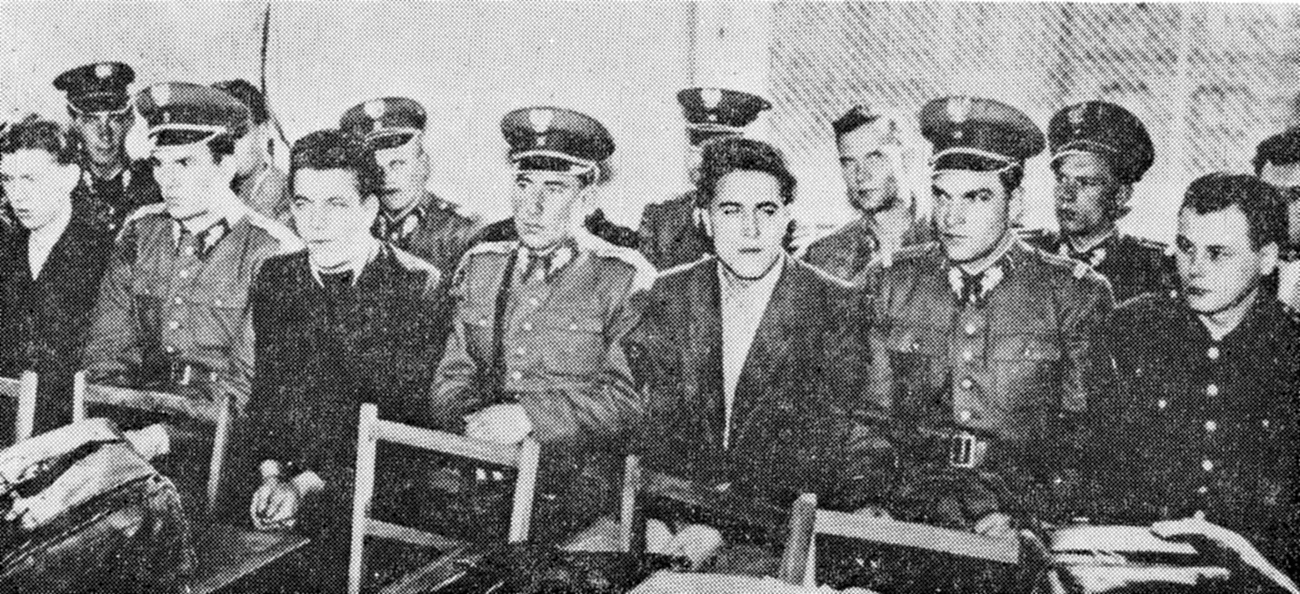
1956년 6월 시위 이후 열린 '더 나인' 재판의 모습.

시위가 끝난 뒤 196명의 노동자들을 포함하여 약 250명이 체포되었고, 이후 몇 주 동안에도 수백 명이 체포되었다. 체포된 사람들을 변호한 스타니스와프 헤이모프스키는 정부의 행동이 무고한 민간인의 죽음을 초래했다는 성명을 발표하였으며, 그는 곧 정부의 탄압을 받았다. 정부는 체포된 사람들이 외국(서방)의 비밀 기관에 정부에 자극을 받았다고 진술하도록 강요했지만 목적을 달성하지 못했다. 그럼에도 불구하고 정부는 체포된 사람들을 향해 이러한 강요를 몇 년 동안이나 지속했다.

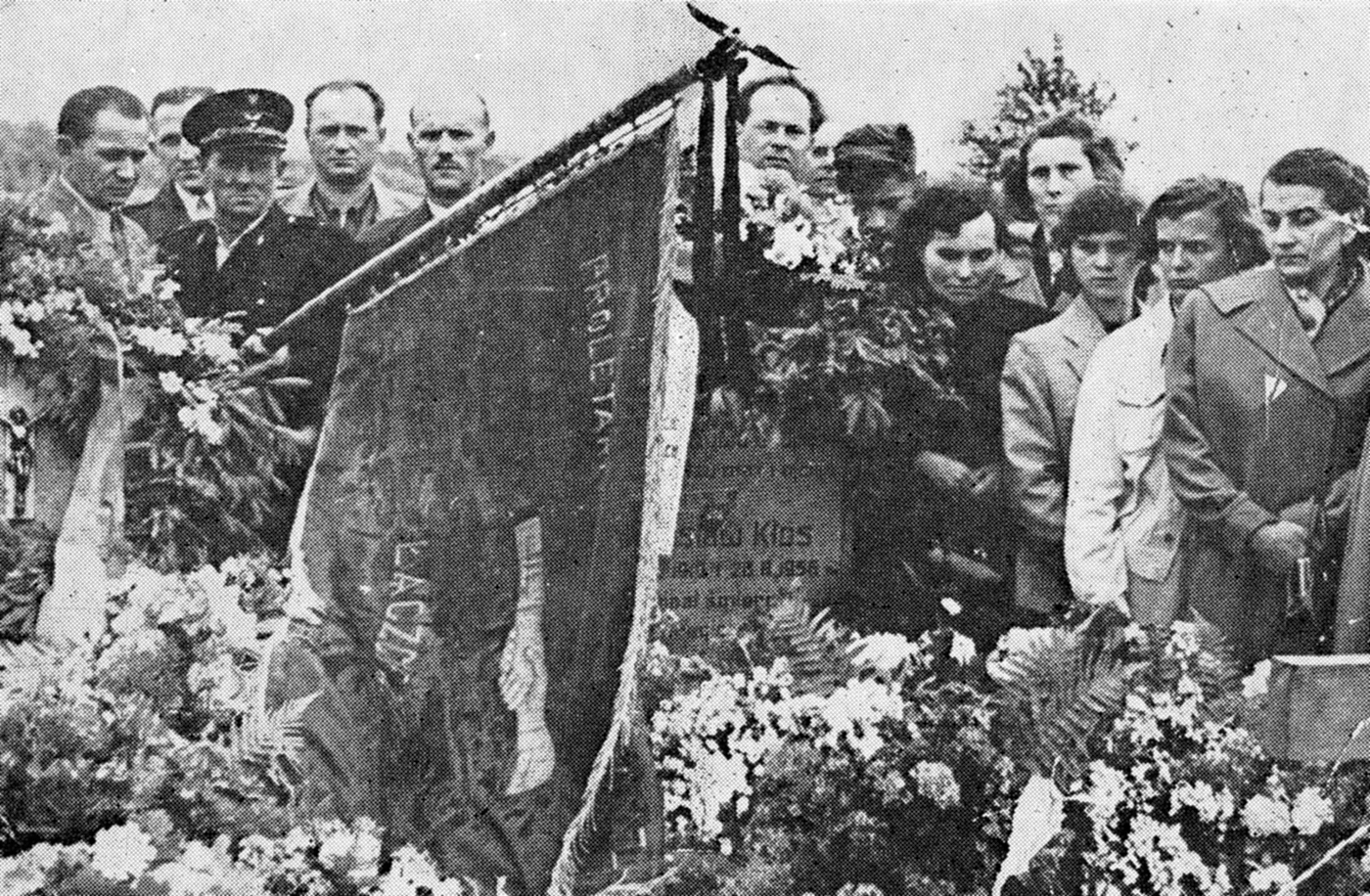
1956년 6월 시위로 인한 한 희생자의 장례식.

시위로 이데올로그(이론적 지도자, ideologues)들은 이러한 탄압이 소련의 지지를 얻지 못한 것임을 깨달았고, 곧 노동자들과 임금 인상과 기타 개혁들을 통해 화해했다. 지도부의 변화가 필요함을 깨달은 폴란드의 공산주의자들은 공산당에서 온건파였던 브와디스와프 고무우카를 새로운 지도자로 선택하였고, 이러한 변화는 '폴란드의 10월, 혹은 '고무우카 해빙기'로 불린다. 이러한 변화에도 여전히 폴란드 공산당은 포즈난 사건의 모든 정보를 겸열했다.
역사가들은 연구를 위한 자료가 거부되었으며, 공산당이 이용 가능한 출처들에서 1956년 6월 사건에 관련된 언급을 효과적으로 제거하며 검열했다고 밝혔다. 이후에도 시위 이후 시위에 적극적으로 참여했던 사람들에 대한 탄압은 계속되었으며, 사건에 대한 정보는 시위 참가자들과 야당 당원들에 의해 보존되었다. 이후 1980년 그단스크 협정이 체결되고 독립자치노동조합 '연대'는 첫 번째 조치로 1956년 6월 포즈난 사건을 기념하는 기념비를 세웠다.
많은 역사가들은 1956년 포즈난 시위가 폴란드의 현대사에서 중요한 이정표이자 폴란드의 공산주의자들의 몰락을 촉발한 사건으로 여긴다. 하지만 시위는 반공주의자들에게 별다른 의미가 부여되지 않았고, 노동자들은 대부분 정치적인 목적보다는 보다 나은 노동 조건을 중심으로 하는 경제적 목적을 요구하며 시위했다. 노동자들은 '인터내셔널가'를 부르며 "우리는 빵이 필요합니다"라고 쓰여 있는 현수막을 들고 시위를 진행했었다. 이후 정부가 1차적인 요구를 이행하지 않아 정치적인 변화를 요구했지만, 독립자치노동조합 '연대'에서 광범위한 정치 개혁을 요구한 사람은 거의 없었다.

### 기념
2006년 6월 21일, 1956년 포즈난 사건 50주년을 기념하기 위해 폴란드 의회 세임은 2006년 6월 28일을 공휴일로 지정했다.

## 같이 보기
- 포즈난 '56
- 1953년 플젠 시위
- 1956년 헝가리 혁명
- 폴란드의 10월
- 1970년 폴란드 시위

## 참고 문헌
- Curp, T. David.  "The Revolution Betrayed? The Poznan Revolt and the Polish Road to Nationalist Socialism." The Polish Review 51.3/4 (2006): 307–324. online
- Kemp-Welch, Tony. "Dethroning Stalin: Poland 1956 and its legacy." Europe-Asia Studies 58.8 (2006): 1261–1284. Online
- Kramer, Mark. "The Soviet Union and the 1956 Crises in Hungary and Poland: Reassessments and New Findings." Journal of Contemporary History 33.2 (1998): 163–214.
- Machcewicz, Paweł. Rebellious Satellite: Poland, 1956 (Stanford University Press, 2009).
- "Poznan Workers' Riots: Poland 1956" in Neil Schlager, ed.  St. James encyclopedia of labor history worldwide (2 vol, 2004) 2:144–147.

### 폴란드어
- (폴란드어) Stanisław Jankowiak, Paweł Machcewicz, Agnieszka Rogulska, "Zranione miasto : Poznań w czerwcu 1956 r.", Instytut Pamięci Narodowej, 2003
- (폴란드어) Łukasz Jastrząb, "Rozstrzelano moje serce w Poznaniu. Poznański Czerwiec 1956 r. – straty osobowe i ich analiza", Wydawnictwo Comandor, Warszawa 2006, ISBN 83-7473-015-3
- (폴란드어) Norbert Wójtowicz, Ofiary "Poznańskiego Czerwca", Rok 1956 na Węgrzech i w Polsce. Materiały z węgiersko–polskiego seminarium. Wrocław październik 1996, ed. Łukasz Andrzej Kamiński, Wrocław 1996, p. 32–41.